# Morte de Paulo Gustavo
A morte de Paulo Gustavo, ator brasileiro, ocorreu em 4 de maio de 2021, como resultado de complicações causadas pela COVID-19. Sua morte gerou reações e homenagens nacional e internacionalmente.

## Doença e morte

### Antecedentes
Paranoico com a COVID-19, por ter medo de se contaminar e morrer, Paulo Gustavo foi extremamente cauteloso desde o início da pandemia, mantendo-se isolado em um sítio em Itaipava, distrito da cidade de Petrópolis, no estado do Rio de Janeiro, acompanhado apenas de seu marido, Thales Bretas, e dos filhos, Gael e Romeu, de 1 ano de idade. Os raros visitantes eram obrigados a ser testados, e ele próprio se submetia ao exame de PCR semanalmente. Na primeira semana de março de 2021, um dos resultados deu positivo, deixando o ator em pânico. Após o diagnostico, Paulo Gustavo cobrou, por meio das redes sociais, a imunização da população e pediu para as pessoas ficarem em casa, além de compartilhar uma notícia sobre a lotação das UTIs em todo o país: "Cadê a vacina, meu Deus? Se liga na aglomeração, gente. Sair de casa apenas quem precisa trabalhar." No entanto, o ator não fez nenhuma postagem sobre ter sido contaminado pela doença. Uma primeira tomografia acusou que apenas 10% dos pulmões estavam comprometidos, e o ator foi liberado para se tratar em casa, onde foi cuidado por seu marido, que é médico, e teve sua oxigenação acompanhada com a ajuda de um oxímetro. Naquela semana, o ator chegou a ter tosse, febre, e dor no corpo. Uma segunda tomografia apontou que 25% dos pulmões estavam comprometidos, e o ator seguiu sendo cuidado em casa.

### Internação
Na madrugada de 13 de março de 2021, Paulo Gustavo apresentou febre persistente, calafrios, e o oxímetro apontou 88% de oxigenação no sangue, e então o ator foi levado ao Hospital Copa Star, um hospital privado, localizado em Copacabana, Zona Sul do Rio de Janeiro. O ator já chegou com a saturação baixa e falta de ar, e uma terceira tomografia revelou que 75% dos pulmões estavam comprometidos. Na primeira semana internado, Paulo Gustavo apresentou certa melhora, e em 16 de março, sua assessoria de imprensa e o centro médico relataram que o ator apresentava quadro de saúde estável.
Em 21 de março, no oitavo dia de internação, o ator apresentava dificuldade para respirar, e uma nova tomografia revelou que ele estava com praticamente 100% de área pulmonar acometida. Então a equipe médica decidiu entubar Paulo Gustavo, e ele foi transferido para a UTI. O quadro foi progredindo lentamente, entretanto, Paulo acabou tendo agravamento de um problema comum em casos graves de COVID-19, chamado pneumomediastino, que é quando ar vaza para o mediastino, área toráxica onde se encontra o coração e outros órgãos. O problema se agravou ao ponto de começar a causar riscos ao funcionamento do sistema cardiovascular, e os médicos decidiram drenar o ar, o que levou à melhora do ator. Posteriormente, Paulo Gustavo teve outras complicações, como aspergilose, que é a presença de fungo nos pulmões, o que gerou uma pneumonia bacteriana, a qual foi tratada; uma grave hemorragia na cavidade pleural, tendo que ser submetido à uma cirurgia toráxica, necessitando de mais de 20 bolsas de sangue; e o problema mais grave, uma fístula bronco-pleural, que é uma conexão anormal entre um brônquio, responsável por levar ar aos pulmões, e a pleura, tecido que reveste os pulmões.
Após essas sucessivas melhoras e pioras, os pulmões de Paulo Gustavo já se encontravam bastante debilitados, e não conseguiam mais entregar ao organismo o oxigênio necessário, e em 2 de abril de 2021, o ator foi introduzido à terapia de oxigenação por membrana extracorporal (ECMO), que faz uso de um aparelho onde o sangue pega oxigênio e retorna ao corpo. Em 4 de abril, Paulo passou por uma toracoscopia para corrigir a fístula bronco-pleural. Em 7 de abril, Thales Bretas, fez uma postagem em suas redes sociais informando que Paulo seguia "melhorando aos pouquinhos", e que devido a terapia ECMO, fora preciso realizar uma transfusão de sangue. Na noite de 8 de abril, uma nova fístula bronco-pleural foi identificada, e na manhã de 9 de abril, Paulo Gustavo passou por mais um procedimento médico, desta vez por via endoscópica, o qual fechou o segmento responsável pela nova fístula, e o ator seguiu em estabilidade clínica.
Em 11 de abril, um novo boletim médico informou sobre o estado crítico do ator: "as diversas complicações pulmonares já demandaram procedimentos invasivos como broncoscopias, pleuroscopias e colocação de dispositivos intrapulmonares. Às fístulas bronco-pleurais identificadas e tratadas somaram-se a complicações hemorrágicas, mas que vêm respondendo, de certa forma satisfatória, à reposição dos fatores da coagulação deficitários." No dia 15 de abril, um comunicado já mostrava melhora no quadro clínico do artista. "Finalmente conseguimos sanar as fístulas bronco-pleurais identificadas", dizia o comunicado. "Nas últimas 48 horas, também observamos a normalização da coagulação com o tratamento instituído e não mais detectamos sinais de hemorragias." Em 19 de abril, um novo boletim médico informou que o artista estava há quatro dias sem novas complicações. "O quadro clínico do paciente, embora ainda preocupante, é de estabilidade, com alguns sinais mais evidentes de recuperação das funções pulmonares". Em 26 de abril, o boletim médico informou que o ator fora diagnosticado com uma nova pneumonia bacteriana, a qual "já está sendo eficientemente tratada, e evidências de uma melhora na função pulmonar têm surgido."
No domingo, 2 de maio, o boletim médico relatou que, após redução dos sedativos e do bloqueador neuromuscular, o ator acordou e interagiu bem com a equipe profissional e com o seu marido. De repente, Paulo Gustavo teve uma piora significativa, ficando pálido, sua pressão arterial caiu, e parou de interagir, por cerca de 3 a 4 vezes naquela tarde. Novos exames demonstraram ter havido uma fístula brônquío-venosa, que é uma conexão anormal entre um alvéolo e uma veia pulmonar, o que gerou embolia gasosa disseminada, que é a entrada direta do ar na corrente sanguínea, e é irreversível. Os médicos detectaram que principalmente o sistema nervoso central, o cérebro e o coração foram órgãos diretamente afetados por essa entrada de ar, com o boletim médico relatando que: "a situação clínica atual é instável e de extrema gravidade". No dia seguinte, 3 de maio, informações preliminares informaram que ainda não era possível afirmar qual seria a extensão das lesões, e muito menos quais os danos provocados por elas, e um comunicado oficial informou que a equipe médica estava trabalhando possibilidades de realizar uma cirurgia de altíssimo risco para fechar a fístula.

### Momentos finais e morte
Em 4 de maio de 2021, o pai, a mãe, a irmã, e o empresário do humorista chegaram pela manhã ao hospital, passaram o dia inteiro acompanhando o estado de saúde do ator, e deixaram o local por volta das 20h. Naquela mesma noite, a familia do ator foi chamada de volta ao hospital e foi informada que o ator havia sofrido morte cerebral, e um boletim médico divulgou que os danos cerebrais de Paulo Gustavo eram "irreversíveis, mas que ele ainda mantinha sinais vitais." Com a mãe do ator, Déa, segurando uma de suas mãos, a irmã, Juliana, a outra, o marido, Thales, um pé, a madrasta, Penha, o outro, e o pai, Júlio, com a mão em sua cabeça, a família cantou a oração de São Francisco, que o ator gostava que a mãe lhe cantasse desde pequeno. Os batimentos cardíacos de Paulo Gustavo começaram a diminuir, até que pararam. Déa Lúcia, mãe do ator, se despediu do filho com um agradecimento: "Meu filho, meu filho, obrigada por você ter me escolhido para ser sua mãe", ela disse no momento em que foi declarada a morte de Paulo Gustavo. Logo após às 22 horas, o último boletim médico informou que o ator havia morrido às 21h12min.

## Funeral
Por volta das 12 horas do dia 5 de maio, foi noticiado que o corpo de Paulo Gustavo seria cremado no dia seguinte, 6 de maio, em cerimônia restrita à família e a amigos próximos. Segundo a assessoria do artista, o local e o horário não foram divulgados "a fim de evitar aglomerações neste período de pandemia". Também não foi informado se haverá velório. A direção do Theatro Municipal do Rio de Janeiro oferecera o espaço para a realização do velório do ator, mas a família do artista optou por uma despedida mais restrita. Por volta das 14h20, o corpo do ator foi levado do Hospital Copa Star, em Copacabana, Zona Sul do Rio, em num carro funerário, cercado pela imprensa, fãs e vários seguranças.
No dia 6 de maio, por volta das as 8h40, o corpo de Paulo Gustavo chegou ao Cemitério Parque da Colina, na cidade de Niterói, e passou a ser velado no salão nobre. Um forte esquema de segurança foi montado na parte interna do cemitério para evitar a aproximação da imprensa e curiosos, com isso evitando aglomeração no local. Do lado de fora, três carros da guarda municipal fazem a ronda nas proximidades do cemitério. O primeiro a chegar foi o marido do ator, Thales Bretas, às 11h56. Logo depois, a irmã do humorista, Ju Amaral, e da mãe dele, Déa Lucia, chegaram em outro carro, consoladas por amigos.  Compareceram também, os amigos do ator, Preta Gil com o marido, Rodrigo Godoy, Tatá Werneck, Rafael Vitti, Ingrid Guimarães, Monica Martelli, Samantha Schmütz, Carol Trentini, Marcus Majella acompanhado do marido,  entre outros. Ingrid Guimarães e Heloísa Périssé usaram camisetas brancas com a foto de Paulo Gustavo estampada. Algumas personalidades que não comparecem no crematório, como Angélica, Luciano Huck, Fábio Porchat e Regina Casé enviaram coroas de flores em homenagem ao amigo.
A cerimônia religiosa de despedida, que contou com uma hora de duração, não teve seu horário divulgado com antecedência, mas por volta de 13h25 todos os presentes entraram na sala de cremação. A cerimônia foi realizada pelo reitor do Cristo Redentor, Padre Omar, e acabou às 14h30. Após a cerimônia de cremação, Paulo Gustavo foi homenageado por familiares e amigos que vestiram um camiseta com o seu rosto estampado. O marido do ator, Thales Bretas, seus pais, Déa Lúcia e Júlio, e a irmã, Ju Amaral, também participaram da homenagem.

## Missa de sétimo dia
Em 11 de maio de 2021, às 18h30, ocorreu a missa de sétimo dia da morte de Paulo Gustavo, no Santuário Cristo Redentor, aos pés do Cristo Redentor, no Rio de Janeiro. O evento foi transmitida pela TV e internet, à pedido da família, como forma de "retribuição a todas as manifestações de carinho" que receberam, e contou ainda com a presença de amigos como Heloísa Perissé, Samantha Schmütz, Luciano Huck, Angélica, Regina Casé, Susana Garcia, e Fábio Porchat, que compareceu usando uma máscara escrito 'Fora Bolsonaro'. A transmissão foi feita pelo canal pago Multishow e pela plataforma Globoplay Mais Canais, que estava com sinal aberto, e contou com abertura e encerramento feitos pela apresentadora Didi Wagner.
A missa foi conduzida pelo Padre Omar, com a ajuda dos padres João Damasceno e Jorjão, além de familiares e amigos de Paulo Gustavo, como sua madrasta, Tia Penha, e Regina Casé, que rezou "Ave Maria" e "Salve Rainha" com uma imagem de Nossa Senhora nas mãos. Após a missa, o monumento do Cristo Redentor foi apagado por um minuto em homenagem às 423 mil vítimas da Covid-19. Por fim, familiares e amigos prestaram homenagem a Paulo Gustavo. A diretora e amiga Susana Garcia fez um discurso em homenagem ao ator e criticou o negacionismo à pandemia e a demora na vacinação. A irmã, Juliana Amaral, leu a  oração "A Morte Não É Nada", de Santo Agostinho, e mostrou a tatuagem que fez no braço em homenagem ao irmão. O marido, Thales Bretas, relembrou os 7 anos que viveram juntos. A mãe, Déa Lúcia, prestou homenagem ao filho, lembrou o espetáculo O Filho da Mãe, feito em parceria com ele em 2019, e terminou cantando a canção "Fascinação", acompanhada dos Canarinhos de Petrópolis.

## Repercussão
Por volta das 22h15 do dia 4 de maio de 2021, o Plantão da Globo, apresentado pela repórter Renata Lo Prete, interrompeu a reexibição da novela Império para noticiar a morte de Paulo Gustavo, e a noticia de sua morte repercutiu tanto na mídia nacional quanto internacional, com diversos familiares, amigos, artistas e políticos expressando tristeza e homenagens em suas redes sociais.

### Brasil
Na noite do dia 4 de maio, a TV Globo suspendeu a exibição do Profissão Repórter daquele dia para reexibir o programa 220 Volts - Especial de Natal, último trabalho do humorista. Na sequência, a cobertura completa da morte do ator foi abordada no Jornal da Globo. Na manhã do dia 5, a apresentadora Ana Maria Braga iniciou seu programa, Mais Você, homenageando Paulo Gustavo, e o programa Encontro com Fátima Bernardes foi em homenagem ao ator. O Cinema Especial exibiu o filme Minha Mãe É uma Peça 3, até então inédito na TV aberta, e o Conversa com Bial reapresentou a entrevista com o Paulo Gustavo, exibida originalmente em 19 de maio de 2020. Com suas edições especiais, dedicadas ao ator, todos esses programas, exceto o Mais Você, bateram recorde de audiência em 2021.
Na madrugada do dia 5 de maio, o marido de Paulo Gustavo, Thales Bretas, comentou sua perda, emocionado, em seu Instagram: "Ainda é muito difícil processar tudo o que aconteceu nos últimos dias", iniciou o dermatologista. "Nossa caminhada tinha tudo pra ser longa" ... "Como fui feliz nesses últimos 7 anos que tive o privilégio de conviver com você" ... "Eu te amo tanto... e sempre te amarei, pro resto da minha vida!", disse Bretas. Na manhã do mesmo dia, Thales completou: "Eu tive a sorte de viver com o cara mais especial do mundo! Durou pouco, mas de tão intenso, fez-se eterno".
Diversos artistas e amigos postaram homenagem em suas redes sociais, entre eles Miguel Falabella, Fábio Porchat, Marcus Majella, Marcelo Adnet, Reynaldo Gianecchini, Giovanna Ewbank, Deborah Secco, Tatá Werneck, Sandra Annenberg, Serginho Groisman, Angélica, Xuxa Meneghel, Fernanda Paes Leme, Preta Gil, Caetano Veloso, Gilberto Gil, Claudia Leitte, Elza Soares, Daniela Mercury, Ivete Sangalo, e Pabllo Vittar. A atriz Mônica Martelli destacou a contribuição do humorista para que muitas famílias aceitassem seus filhos gays, por serem fãs dele e de Dona Hermínia, enquanto sua irmã declarou: "Você entrou na minha vida de forma arrebatadora. A nossa união aconteceu no trabalho, na família, na vida. Na alegria e na dificuldade." O surfista Pedro Scooby, amigo do ator, divulgou um print da última conversa que teve com Paulo em seu Instagram, na qual o ator relata ter sonhado com o surfista. Como última homenagem, o surfista declarou em seu perfil: "Espero te encontrar nos meus sonhos, meu irmão". A modelo e apresentadora Isabella Fiorentino contou em seu Instagram que na noite do dia 4 teve que consolar seus três filhos trigêmeos, de 9 anos de idade, que ficaram aos prantos com a morte do ator. No dia anterior, ela já havia postada em seu perfil uma homenagem dedicada ao humorista, após saber de sua morte.
Desde o anúncio da morte de Paulo Gustavo, na noite de 4 de maio, até o dia seguinte, 5 de maio, crescera muito a procura por filmes do ator no streaming da rede de canais à cabo Telecine. O primeiro filme estrelado por ele, Minha Mãe É uma Peça: O Filme (2013), teve um aumento de 1234% em procura, enquanto Os Homens São de Marte... e É pra lá que Eu Vou (2014) teve aumento de 1162%. Com isso, a Telecine decidiu fazer uma homenagem ao ator abrindo o sinal de seu canal Telecine Premium naquele dia, 5 de maio, para os assinantes da operadora Claro acessarem seus filmes. A programação teve início partir das 15h, e exibiu na sequência: Os Homens São de Marte... e É pra lá que Eu Vou (2014), Minha Vida em Marte (2018), Minha Mãe É uma Peça: O Filme (2013), Minha Mãe É uma Peça 2 (2016), Minha Mãe É uma Peça 3 (2019), e Vai que Cola – O Filme (2015). Todos os longas também puderam ser assistidos a qualquer momento na cinelist dedicada à obra do artista na plataforma de streaming da Telecine. No dia seguinte, 6 de maio, o canal decidiu repetir a homanagem ao ator, mas dessa vez o canal ficou aberto até mesmo para quem não era assinante.
Em 5 de maio, o presidente Jair Bolsonaro divulgou "votos de pesar pelo passamento do ator e diretor Paulo Gustavo, que com seu talento e carisma conquistou o carinho de todo Brasil". A ex-presidente Dilma Rousseff afirmou que "o Brasil perde um ator extraordinário, um humorista popular que alegrou a todos e encheu o país de risadas e amor". Já o ex-presidente Lula declarou que "seu talento jamais será esquecido".

#### Revolta contra o Governo Bolsonaro
O pronunciamento de Jair Bolsonaro, de quem Paulo Gustavo era crítico, catalisaram ódio contra o governo do presidente por má gestão da pandemia.
O escritor Paulo Coelho foi um dos que responsabilizou o presidente e seu Governo pela morte de Paulo Gustavo. "Assassinos de Paulo Gustavo: quem dizia 'é só uma gripezinha'; 'não passa de 200 mortes'; 'cloroquina resolve'; 'gente morre todo dia'; 'lockdown destrói o país'; 'máscara nos faz respirar ar viciado'; 'eu obedeço o comandante'. E por aí vai. Canalhas da pior espécie", publicou em uma rede social, na noite de 4 de maio, logo após a morte do ator.
Na manhã do dia seguinte, 5 de maio, a jornalista e apresentadora Fátima Bernardes deu voz, em seu programa matinal Encontro com Fátima Bernardes da TV Globo, à raiva que acompanha a tristeza pela morte do humorista: "Hoje é um dia de luto pelo Paulo Gustavo, mas também por todos os outros que se foram por conta dessa doença terrível que é a covid-19. E pela forma como essa pandemia vem sendo administrada, infelizmente, aqui no nosso país. Dói muito saber que muitas pessoas, muitas dessas mortes poderiam ter sido evitadas. Cadê a vacina, o respeito ao distanciamento, ao uso de máscara? Cadê uma campanha forte e firme de alerta e informação da população?", questionou ela. "Nós não estamos só tristes, estamos indignados, nós estamos revoltados. É muito ruim quanto a tristeza e a indignação se misturam à raiva", acrescentou.
Em 8 de maio, a atriz Samantha Schmütz postou um vídeo em seu Instagram criticando o governo e também os famosos que não usam a influência para fazer um alerta sobre a gravidade da pandemia. "Queria entender como que pode, o chefe da nação [Jair Bolsonaro], na atual conjuntura, imitar alguém com falta de ar. O que é que a gente está esperando para fazer alguma coisa? Quem mais a gente vai esperar morrer?" questionou ela. "'Que a mesma força que nos uniu no amor, em orações, nos una para tentar parar esse horror' ... 'Acho que a gente tem que se unir direito. Votar em quem acredita na Ciência desde o dia um. Fazer mutirão pro que realmente importa.' ... 'Não dá pra postar look do dia, não dá pra sensualizar mais, não tem mais o que fazer, a não ser ser contra o que está acontecendo!", concluiu.

### Exterior
Em 5 de maio de 2021, o ator estadunidense Marlon Wayans, estrela do filme White Chicks (2004), postou uma homenagem eu seu perfil no Instagram dizendo que apesar de nunca tê-lo conhecido, sempre ouviu "de amigos e fãs brasileiros coisas ótimas" sobre o ator. No mesmo dia, a cantora estadunidense Beyoncé, de quem Paulo Gustavo era grande fã, postou em seu site oficial uma homenagem ao ator dizendo: "Paulo Gustavo, descanse em paz." No dia seguinte, 6 de maio, a mãe de Beyoncé, Tina Knowles, também lamentou a morte do ator em seu Instagram e disse que a cantora era fã dele: "Infelizmente, perdemos um ator e comediante muito amado, o Sr. Paulo Gustavo. Sr. Gustavo era um grande fã da Beyoncé e um membro da behive. Ela era fã dele, também."

## Homenagens

### Salva de palmas
Na madrugada de 5 de maio, o marido de Paulo Gustavo, Thales Bretas, divulgou a convocação de uma salva de palmas, que viralizou nas redes sociais com a hashtag #AplausoPauloGustavo, que ocorreria às 20 horas daquele mesmo dia, em Niterói e no Rio de Janeiro, para homenagear o ator e os mais de 414 mil mortos pela Covid no Brasil. Às 20 horas, o ator foi homenageado com aplausos e gritos de bravo nas janelas de todo o Brasil. A manifestação foi mais intensa na região metropolitana do Rio, em especial em Niterói, onde o humorista nasceu. No bairro de Icaraí, localizado na Zona Sul do município de Niterói, no estado do Rio de Janeiro, e onde Paulo morou por muitos anos com a mãe, pessoas que estavam na orla aplaudiram o ator por vários minutos. Quem estava praticando atividade física na areia parou para participar. Das janelas dos apartamentos, vizinhos também bateram palmas em tributo ao ex-morador ilustre. Após a homenagem, já na madrugada do dia 6 de maio, Thales agradeceu o ato e as mensagens recebidas pela família, em uma série de postagens em seu Instagram.

### Boneca de Dona Hermínia

Boneca de Dona Hermínia criada por Guto Collector

Na manhã do dia 5 de maio de 2021, Guto Collector, um colecionador que customiza e fotografa bonecas para postar em seu perfil no Instagram e Facebook, que contam com mais de 90 mil e 45 mil seguidores, respectivamente, e que já recriara princesas da Disney, personagens famosos, e até mesmo artistas, como Anitta e Lady Gaga, criou e postou, de um dia para o outro, uma versão Barbie de Dona Hermínia, personagem mais famosa do ator. Ao lado da foto, o colecionador publicou uma frase de Paulo Gustavo: "É bom lembrar que contra o preconceito, a intolerância, a mentira, a tristeza, já existe vacina: é o afeto. É o amor".
A boneca despertou bastante interesse nos seguidores, que desejaram obter a Boneca de Dona Hermínia. Entretanto, Guto afirmou que o produto não está à venda. Em entrevista à revista Marie Claire, ocorrida no dia 7 de maio, o colecionador enfatizou a importância do ator em sua vida: "O Paulo foi um artista gay, que lutou contra o preconceito usando sua própria arte. E eu me identifico com isso, tento fazer minha parte para um mundo melhor, travando minha luta contra o preconceito e intolerância através das minhas bonecas".

### Logradouros
Durante o dia de  5 de maio de 2021, diversas propostas parlamentares foram levantadas, com vistas a homenagear o ator. Axel Grael, prefeito de Niterói, cidade natal de Paulo, decretou luto oficial de 3 dias no município. Além disso, demonstrou interesse em homenagear Paulo Gustavo: foi proposta mudança de nome da Rua Coronel Moreira César, que seria substituída por Rua Ator Paulo Gustavo. A Câmara Municipal do Rio de Janeiro propôs renomear o Teatro Imperator, localizado no bairro do Méier, zona Norte da cidade do Rio de Janeiro, para Teatro Paulo Gustavo. A proposta será votada nos próximos dias. O deputado Chico d'Ângelo (PDT), propôs que a Ponte Rio–Niterói, que hoje se chama Presidente Costa e Silva, em referência ao general da ditadura militar, passe a se chamar Paulo Gustavo, de modo a homenagear o ator niteroiense.
Na manhã do dia 7 de maio, a Secretaria Municipal de Cultura de São Paulo anunciou que a sala de cinema do Centro Cultural Olido, localizado no centro da cidade de São Paulo, passaria a se chamar "Sala Paulo Gustavo", em homenagem ao humorista, ator e diretor. Publicado no Diário Oficial do Município, o decreto que determina a nomeação o fez "considerando a brilhante atuação do homenageado na área da arte cinematográfica".
Em 9 de maio de 2021, através de consulta pública, foi aprovado com 90,2% dos votos que a Rua Coronel Moreira César, no bairro de Icaraí, em Niterói, passe a se chamar Rua Ator Paulo Gustavo.

### Enredo de escola de Samba
Em 7 de maio de 2021, a escola de samba do Rio de Janeiro São Clemente anunciou que decidira trocar seu samba-enredo do Carnaval de 2022 para homenagear o humorista Paulo Gustavo, com o título de "Minha vida é uma Peça". A Escola faria um desfile sobre a filosofia africana de língua Zulu, de origem Bantu, chamada Ubuntu, que prega união, respeito e solidariedade, visando sempre o bem para a comunidade. O presidente da agremiação, Renato Almeida Gomes, disse que será uma "linda homenagem", e que foi influenciado pelo carnavalesco Milton Cunha: "O Milton me ligou falando sobre a obra e a vida do Paulo Gustavo. A história me emocionou e tocou meu coração. Nós iríamos falar sobre o "Ubuntu", que é uma filosofia sustentada pela solidariedade, partilha, respeito e generosidade. Como disse o Milton, o Paulo carregava tudo isso dentro dele."

### Personagem daTurma da Mônica
No dia 7 de maio de 2021, Paulo Gustavo foi homenageado por Maurício de Sousa, e tornou-se personagem da Turma da Mônica, em uma tirinha publicada no Instagram oficial da marca. O comediante aparece no topo, de chapéu, e de braços abertos derramando um arco-íris, simbolizando o movimento LGBTQIA+. Na parte de baixo, os personagens Mônica, Magali, Milena, Cebolinha e Cascão, seguram placas que formam a frase: "Obrigado Paulo Gustavo", precedida e sucedida de um emoji de coração vermelho. No meio da tirinha, aparecem as mães dos personagens, que foram desenhadas com bobes nos cabelos, fazendo referência à Dona Hermínia, principal personagem do ator. A legenda da publicação diz: "Paulo Gustavo trouxe tantas cores para nossas vidas. Descanse em paz, querido amigo. Você é eterno".

### Circuito Turístico Cultural
Em 9 de maio de 2021, a Prefeitura da cidade de cidade de Niterói anunciou que a Niterói Empresa de Lazer e Turismo (Neltur) vai criar o Circuito Turístico Cultural Paulo Gustavo, em homenagem ao ator. O roteiro do passeio incluirá entre suas atrações do circuito a Ilha de Boa Viagem, o Museu de Arte Contemporânea de Niterói (MAC), o calçadão de Icaraí, o Campo de São Bento, a Confeitaria Beira-Mar e a Praça do Rádio Amador.

### Estátua
Em 9 de maio de 2021, a Prefeitura da cidade de cidade de Niterói, onde o humorista Paulo Gustavo nasceu, anunciou que o artista ganhará uma estátua, em tamanho natural, a qual será colocada no Campo de São Bento, uma área verde no bairro de Icaraí, no município de Niterói, no estado do Rio de Janeiro, sendo a área de lazer mais popular da cidade.

### Mural
Paulo Gustavo ganhou um mural com sua imagem ao lado de Dona Hermínia, feito pelo artista plástico e grafiteiro Paulo Terra, responsável por espalhar homenagens a personalidades brasileiras e internacionais em paredes na capital paulista. Em 6 de maio de 2021, o artista plástico anunciou em seu Instagram que havia conseguido autorização do proprietário para transformar uma parede de seu imóvel, localizado na Rua Professor Oscar Campiglia, esquina com a Estrada do Campo Limpo, uma das mais movimentadas do distrito de Campo Limpo, zona sul da cidade de São Paulo, em um mural em homenagem ao ator. Em 11 de maio, o artista publicou um vídeo mostrando a confecção do mural, e em 14 de maio, uma foto com a obra quase finalizada. De acordo com Terra, a obra deve ficar pronta até 19 de maio.

### Televisão
Em 4 de maio de 2021, após a morte de Paulo Gustavo, a TV Globo suspendeu a exibição do Profissão Repórter para reexibir o programa 220 Volts - Especial de Natal, último trabalho do humorista. Na sequência, a cobertura completa com a morte de Paulo Gustavo foi abordada no Jornal da Globo. Em comunicado enviado à imprensa, a emissora ainda revelou que o filme Minha Mãe É uma Peça 3, até então inédito na TV aberta, seria exibido no dia seguinte, 5 de maio, na sessão Cinema Especial.
Desde o anúncio da morte de Paulo Gustavo, na noite de 4 de maio, até o dia seguinte, 5 de maio, crescera muito a procura por filmes do ator no streaming da rede de canais à cabo Telecine. O primeiro filme estrelado por ele, Minha Mãe É uma Peça: O Filme (2013), teve um aumento de 1.234% em procura, enquanto Os Homens São de Marte... e É pra lá que Eu Vou (2014) teve aumento de 1.162%. Com isso, a Telecine decidiu homenagear o ator abrindo o sinal de seu canal Telecine Premium no dia seguinte, 6 de maio, para os assinantes da operadora Claro acessarem seus filmes. A programação teve início partir das 15h, e exibiu na sequência: Os Homens São de Marte... e É pra lá que Eu Vou (2014), Minha Vida em Marte (2018), Minha Mãe É uma Peça: O Filme (2013), Minha Mãe É uma Peça 2 (2016), Minha Mãe É uma Peça 3 (2019), e Vai que Cola – O Filme (2015). Todos os longas também puderam ser assistidos a qualquer momento na cinelist dedicada à obra do artista na plataforma de streaming da Telecine.
O programa Encontro com Fátima Bernardes, exibido na manhã do dia 5 de maio, foi em homenagem ao ator. Em 7 de maio, a apresentadora Ana Maria Braga homenageou o ator e humorista em seu programa Mais Você com um programa especial dedicado a ele, onde relembrou as três visitas do comediante ao programa, sendo a última em dezembro de 2020, e o especial de Dia das Mães do Encontro com Fátima Bernardes, a apresentadora dedicou à mãe de Paulo Gustavo, Déa Lúcia. No mesmo dia, a TV Globo anunciou que iria exibir a partir do dia seguinte, 8 de maio, 11 episódios da sétima temporada do humorístico Vai que Cola, exibido pelo canal à cabo Multishow desde 2013.